# رعب الفراغ (فن)

## رعب الفراغ (فن)

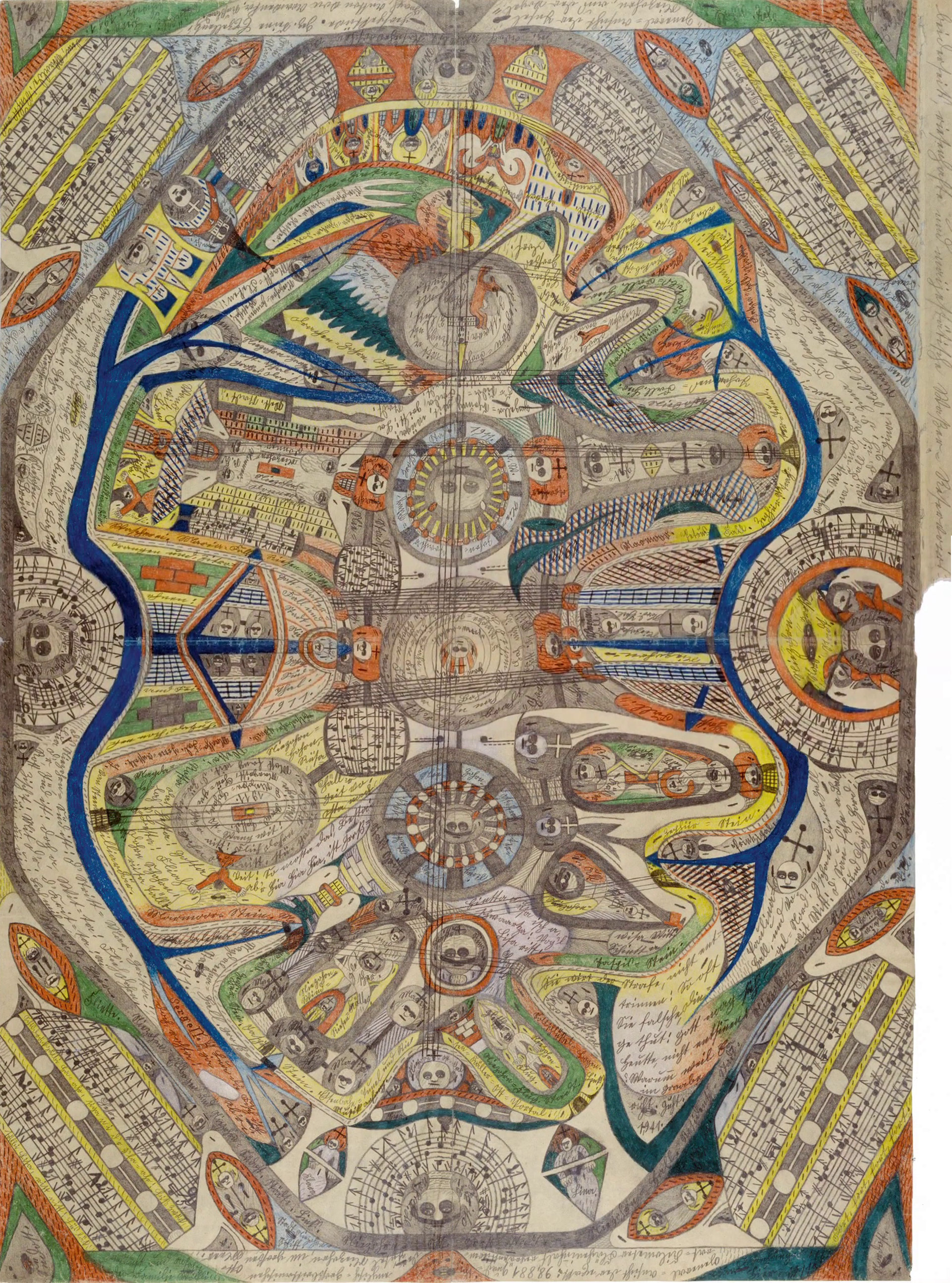
يحتوي فن الفنان السويسري الخارجي أدولف وولفلي على مساحات مليئة بالزخرفة والكتابة والتدوين الموسيقي.

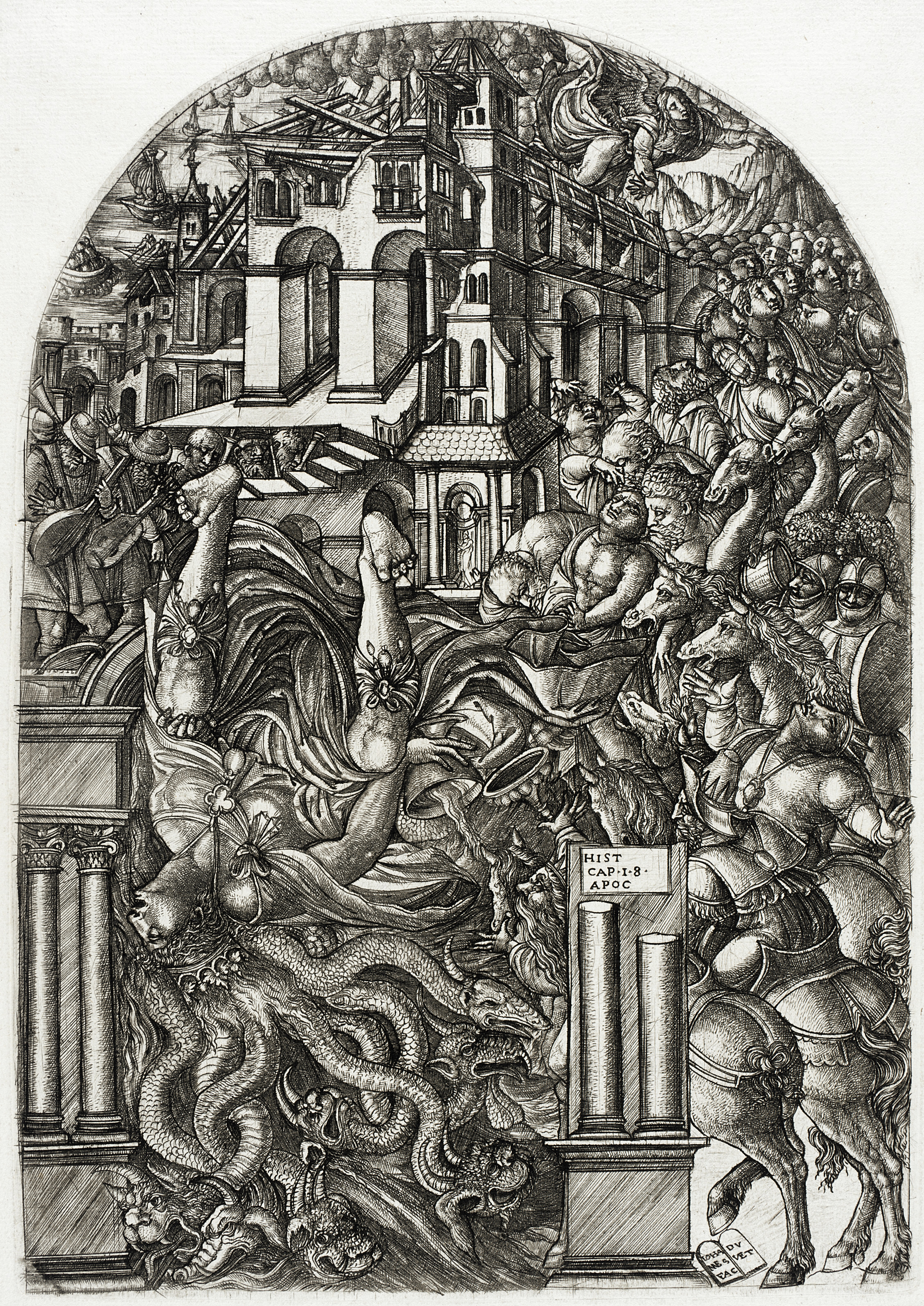
سقوط بابل، نقش لجان دوفيه من سلسلة نهاية العالم ، حوالي عام 1555، حجم اللوحة:11+7/8 × 8+3/8 in

في الفن البصري، الرعب الفراغي (باللاتينية يعني "الخوف من الفضاء الفارغ"؛ المملكة المتحدة: /ˌhɒrə ˈvækjuaɪ/؛ الولايات المتحدة:-ˈvɑːk-)، أو رهاب كينوفوبيا (اليونانية تعني "الخوف من الفراغ")، هي ظاهرة يمتلئ سطح المساحة أو العمل الفني بالكامل بالتفاصيل والمحتوى، مما يترك أقل قدر ممكن من الفراغ الملحوظ. إنه يتعلق بالفكرة المادية القديمة، رعب الفراغ، التي اقترحها أرسطو الذي رأى أن "الطبيعة تمقت الفضاء الفارغ".

## أصول
إستخدم الناقد الفني الإيطالي والباحث ماريو براز هذا المصطلح لوصف الاستخدام المفرط للزخرفة في التصميم خلال العصر الفيكتوري. يمكن رؤية أمثلة أخرى على فراغ الرعب في صفحات السجاد المزخرفة بكثافة في المخطوطات المعزولية المضيئة، حيث قد تكون الأنماط المعقدة والرموز المتشابكة قد خدمت "وظائف أبوتروبيكية بالإضافة إلى وظائف زخرفية". ينعكس الاهتمام بملء المساحات الفارغة بدقة في زخرفة الأرابيسك في الفن الإسلامي منذ العصور القديمة وحتى الوقت الحاضر. افترض مؤرخ الفن إرنست جومبريتش أن مثل هذه الأنماط المزخرفة للغاية يمكن أن تعمل كإطار صورة للصور والمساحات المقدسة. كتب جومبريتش: "كلما كانت عناصر الإطار أكثر ثراءً، زاد كرامة المركز".
مثال آخر يأتي من اليونان القديمة خلال العصر الهندسي (1100-900 قبل الميلاد)، عندما كان الرعب الفراغي يعتبر عنصرًا أسلوبيًا في كل الفنون. يُظهر العمل الناضج لنحات عصر النهضة الفرنسي جان دوفيت باستمرار رعب الفراغ.

## أمثلة
يظهر رعب الفراغ في بعض أنماط التصميم الجرافيكي ما بعد الحداثي، بما في ذلك أعمال الفنانين مثل ديفيد كارسون أو فوغان أوليفر، وفي حركة الكوميديا تحت الأرض في أعمال إس كلاي ويلسون، وروبرت كرامب، وروبرت ويليامز، وفناني القصص المصورة اللاحقين مثل مثل مارك باير. تعد لوحات ويليامز وفارس بدوان وإيمرسون باريت وجو كولمان وتود شور أمثلة أخرى على الرعب الفراغي في حركة الفن المنخفض الحديثة.
إن الفن البصري المستوحى من إنثيوجين لبعض الشعوب الأصلية، مثل لوحات غزل هويتشول وفن بابلو أمارينغو المستوحى من آياهواسكا، غالبًا ما يُظهر هذا الأسلوب، كما هو الحال مع حركة الفن المخدر في الثقافة المضادة في الستينيات . في بعض الأحيان يُظهر الفن المنقوش في ملابس الشعوب الأصلية في أمريكا الوسطى والجنوبية فراغًا مرعبًا. على سبيل المثال، المولا الهندسية لشعب كونا والملابس التقليدية لشعب شيبيبو-كونيبو.
العمل الفني في أين والي؟ سلسلة كتب الأطفال هي مثال معروف على الرعب الفراغي، كما هو الحال مع العديد من الكتب الصغيرة المكتوبة أو الموضحة بالخيال المروع لإدوارد جوري.
يعد أسلوب رسم Tingatinga في دار السلام في تنزانيا مثالًا معاصرًا لرعب الفراغ. كما أن فنانين أفارقة آخرين مثل مالانجاتانا من موزمبيق يملأون اللوحة بهذه الطريقة.
يشير ترتيب الحروف الهيروغليفية المصرية القديمة إلى كراهية المساحة الفارغة. تم تكرار الإشارات أو إضافة المكملات الصوتية لمنع الفجوات.

## في الجماليات

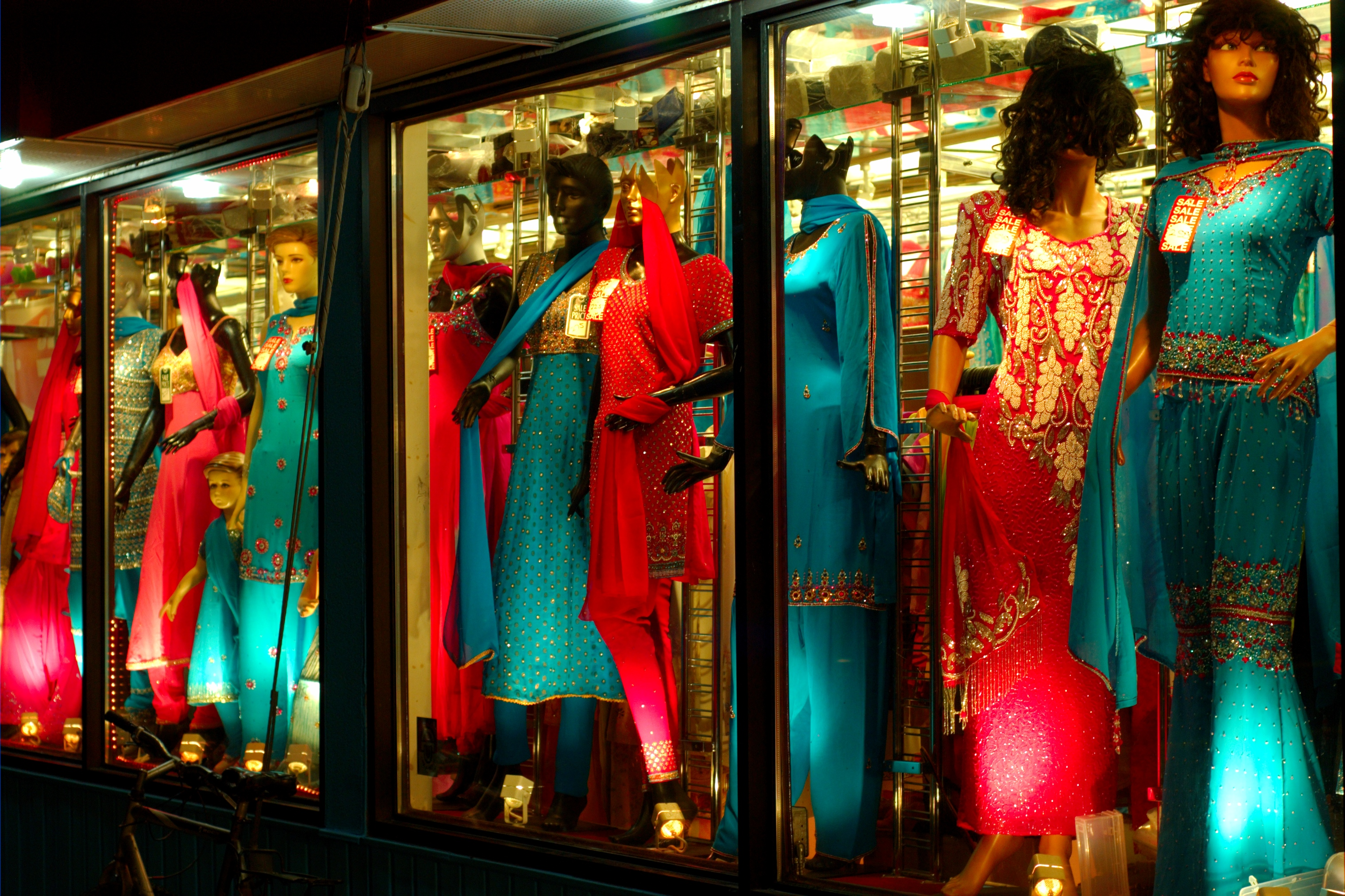
الرعب الفراغي

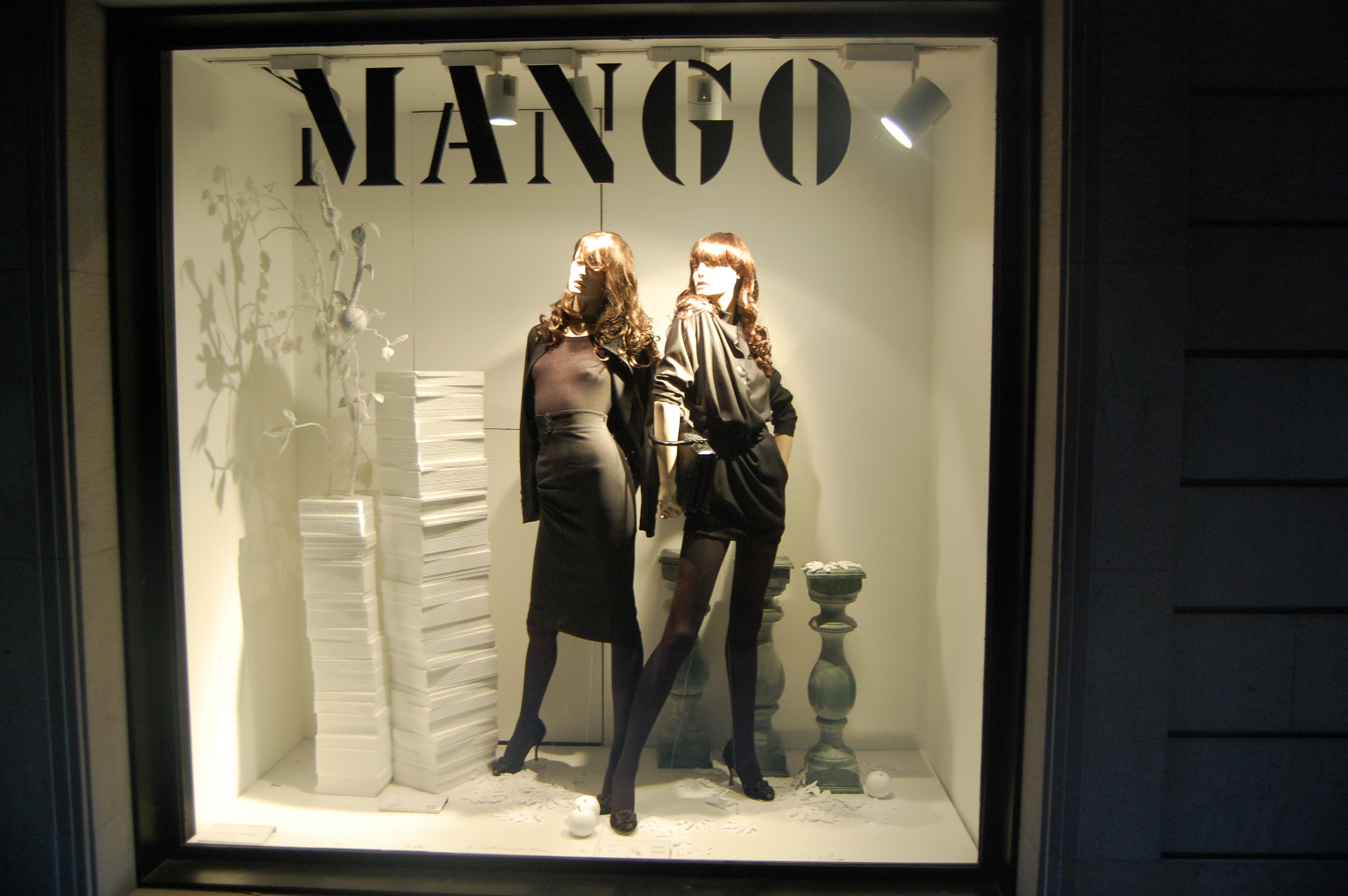
إدراك القيمة

هناك علاقة بين رعب الفراغ وظاهرته العكسية وهي إدراك القيمة. يفضل المصممون التجاريون الوضوح البصري في شاشات العرض والإعلانات من أجل جذب المستهلكين الأثرياء والمتعلمين جيدًا، على أساس أن التهوين وضبط النفس يجذب الجماهير الأكثر ثراءً وتعليمًا.
في إحدى الدراسات، تم مسح متاجر الملابس للعثور على الأنماط والعلاقة بين مدى كفاءة استخدام عقارات المتجر ومكانة العلامة التجارية للمتجر. تم العثور على متاجر البيع بالجملة والمتاجر المتسلسلة لملء نوافذ العرض الخاصة بها إلى أقصى سعة، وإظهار مبدأ الرعب الفراغي بشكل فعال، في حين أن البوتيكات الراقية غالبًا ما تستخدم مساحاتها بشكل ضئيل مع عدم وجود علامات أسعار. وكان الافتراض هو أنه إذا احتاج المارة إلى معرفة السعر، فلن يتمكنوا من تحمله.

## أنظر أيضا
- الفن الكسوري
- التطرف
- السجاد الفارسي